# 沖健次
沖 健次（おき けんじ、1950年 - ）は、日本のインテリアデザイナー。ジ・エアーデザインスタジオ代表。東京造形大学教授。

## 来歴
熊本県出身。東京造形大学卒業後、クラマタデザイン事務所を経てジ・エアー・デザインスタジオ設立。主に家具・インテリアデザインを中心に活動。

## 主な作品
- 「タルラッチハウス」
- 「カクテルバジャック六本木」

他多数。

## 著書
- クリエイティブナウ『THE AIR』
- 作品集『速度空間』
- 『日本のインテリア・No1～4』
- インテリアデザイン『空間の関係・イメージ・要素』（共編著）。